# 謝普斯敦港
謝普斯敦港（Port Shepstone）是南非的城鎮，位於該國東北部，由夸祖魯-納塔爾省負責管轄，始建於1867年，面積15.68平方公里，2001年人口9,636，人口密度每平方公里610人。